# Zasilanie rzeki
Zasilanie rzeki – dopływ do rzek wód pochodzących z opadów atmosferycznych, topnienia lodowców i śniegu oraz ze źródeł i wód podziemnych. 
Zasilanie rzeki może być:
- opadowe – zależne od wielkości i sumy opadów;
- roztopowe – przez wody z topniejącej pokrywy śnieżnej lub lodowców;
- gruntowe – przez źródła z wód zgromadzonych pod ziemią.